# Suzzolins
Suzzolins (Sussulins in friulano) è una frazione, di poco meno di 200 abitanti, divisa tra i comuni di Cordovado e Teglio Veneto.

## Demografia
Poiché non si sono dati ufficiali riguardanti la popolazione (ovvero, si sono ma solo per la parte di località sotto Cordovado e datati al 2011 , si è scelto di stimare (tramite mappe satellitari) il numero di unità abitative (che non equivale ai singoli edifici) per poi moltiplicare ciò per il numero medio di componenti per famiglia. 
Si ottiene così una stima, che - sì - non è accurata ma che descrive - in modo molto approssimato - la realtà dei fatti. 
| Comune                                                        | unità*(min) | unità* (max) | densità media per famiglia | stima (min) | stima (max) |
| ------------------------------------------------------------- | ----------- | ------------ | -------------------------- | ----------- | ----------- |
| Cordovado                                                     | 30          | 33           | 2,30                       | 69          | 75          |
| Teglio Veneto                                                 | 53          | 58           | 2,37                       | 125         | 137         |
|                                                               |             |              |                            | 194         | 212         |
| (*= le immagini satellitari utilizzate risalgono al 5/3/2024) |             |              |                            |             |             |

## Origine del nome
L’origine di questo toponimo è stata da tempo variamente associata al fundus Suttilius o Suttiulus, quindi si tratterebbe di un prediale che trae origine dalla presenza romana nel territorio circostante. 
Un'altra teoria trae l'origine di tale toponimo all’assonanza fonetica tra questo ed il toponimo centolins o cintulinis (dal latino cinctum, ovvero “recinto, spazio chiuso”, riferimento ad una piccola struttura difensiva d’epoca medievale chiamata “centa” o “cortina), che nella pronuncia dialettale si trasforma in sintulinis.  

## Geografia antropica
L'abitato è posizionato nella zona più meridionale del comune di Cordovado ed a nord del capoluogo del comune di Teglio Veneto.
Suzzolins è attraversato dalla Roggia Lugugnana, e longitudinalmente dalla strada provinciale 40, detta "ferrata" in quanto costruita sul tracciato della linea ferroviaria incompiuta Teglio Veneto-Bertiolo-Udine o "del madrisio" in quanto conduce all'omonimo ponte attraversante il fiume Tagliamento.  

## Eventi
- sagra del lêngal
- palio di Cordovado

## Monumenti e luoghi d'interesse
- Chiesa di Sant'Urbano (XVII secolo)

Piccola chiesa costruita nel XVII secolo e restaurata più volte tra XVII e la fine del XVII secolo.
L'edificio presenta una facciata a doppio spiovente, di superficie liscia, con uniche apertura per una porta in legno e un piccolo rosone, inoltre la chiesa presenta sul colmo un campanile a vela.
I suoi interni sono caratterizzati da un unico vano di forma rettangolare con soffitto privo di presbiterio, al suo interno vi sono varie opere attribuibili a vari autori:
- Giuseppe Buzzi: tela dell'ultima cena;
- pittore veneziano imitatore di Sebastiano Ricci: ancona raffigurante la madonna col bambino, e i santi Luigi Gonzaga, Gregorio, Floriano, ed Eurosia;
- anonimo: affresco presente sulla parete destra risalente al 1660 raffigurante la madonna con Gesù bambino ed i santi Paolo e Giovanni, tale opera era originariamente presente sulla parete di un edificio privato - si suppone a Saccudello - per poi venir staccata e riposizionata nella sede dov'è ancora oggi ubicata.
- Monumento ai caduti del bombardamento di Suzzolins (XX secolo)

Monumento ereto in ricordo dei caduti del bombardamento aereo avvenuto la notte del 16 gennaio 1944 provocando otto morti e diversi feriti.
Suzzolins venne bombardata in quanto veniva considera come possibile area di rifornimento per i nuclei partigiani, essendo isolata e di confine, oltre che a essere a ridosso del tracciato della linea ferroviaria Teglio Veneto-Bertiolo-Udine - sul cui tracciato è stata costruita la strada provinciale 40 detta "ferrata" o "del Madrisio". Oltre a tutto ciò, vi furono rastrellamenti e deportazioni di giovane verso le carceri del castello di Udine e la Germania.
- Palazzo Aliprandi (XVIII secolo)

Per maggiori informazioni vedi: cordovado#architetture civili
- Lago di Cordovado (o Ex Bellomo)

Lago di cava formatosi in quella che era una cava di ghiaia in seguito all'intaccamento della falda acquifera dovuto agli scavi.